# Alignements de Lagatjar
Les alignements de Lagatjar également dénommés alignements du Toulinguet sont des alignements mégalithiques situés sur la commune de Camaret-sur-Mer dans le département du Finistère, en région Bretagne.

## Historique
La première description du site est due en 1799 à l'amiral Thévenard qui décrit 84 « grosses masses informes de rochers » rangées sur plusieurs files. Sa description est assortie d'un croquis. En 1805, Cambry cite les pierres de Toull-Inguet (sic) «qui s'étendent sur une longueur de 1800 pieds » sans plus de précision. En 1830, Brousmiche décrit les vestiges de ce qu'il considère comme un « temple druidique » situé à la pointe du Toulinguet « sur cette plaine d'environ mille mètres d'étendue qui décline en pente douce, on voit une rangée de 60 pierres éloignées entre elles de 12 à 14 m. Au quart de la longueur, et perpendiculairement à cette rangée, se trouve une autre file de 12 masses et parallèlement à cette seconde rangée, une file de 12 nouveaux blocs... ».
En 1835 et 1844, le Chevalier de Fréminville mentionne le monument de Toulinguet et en donne un plan sommaire représentant un alignement principal d'une longueur de 1800 pieds avec deux alignements perpendiculaires, l'ensemble comportant 67 pierres dont deux menhirs de 5 à 6 pieds de hauteur. Cette description du Chevalier de Fréminville sera reprise en 1859 par É. Vallin et en 1876 par Le Men qui y ajoute la mention « à l'est, un dolmen très mutilé ». En 1878, Flagelle mentionne un « monument composé de menhirs alignés et dolmens, à la pointe du Toulinguet, à l'ouest de Lagat-Yar ». 
En 1882, Paul du Châtellier visite, en compagnie d'H. Martin, le site qu'il décrit ainsi :
Ces alignements, que j'ai dessinés, et dont j'ai relevé le plan, se composent d'une longue ligne de 49 menhirs et de deux autres lignes de menhirs, perpendiculaires à la première ; l'une droite, compte 10 monolithes ; la seconde, légèrement courbe, en compte 15. En dehors de ces trois lignes, on voit encore 5 menhirs disséminés. J'en ai envoyé le plan à la commission des monuments mégalithiques, attirant son attention sur l'intérêt qu'ils ont.

Bien que le classement au titre des monuments historiques des alignements soit intervenu par arrêté du 18 juin 1883, du Châtellier signale en 1903 au préfet que le maire de Camaret a dû prendre un arrêté interdisant les prélèvements de terre aux abords du site et, en 1907, il constate l'état de délabrement des alignements, qui ne comptent plus que 80 pierres, et où les prélèvements par les carriers locaux se sont poursuivis. 

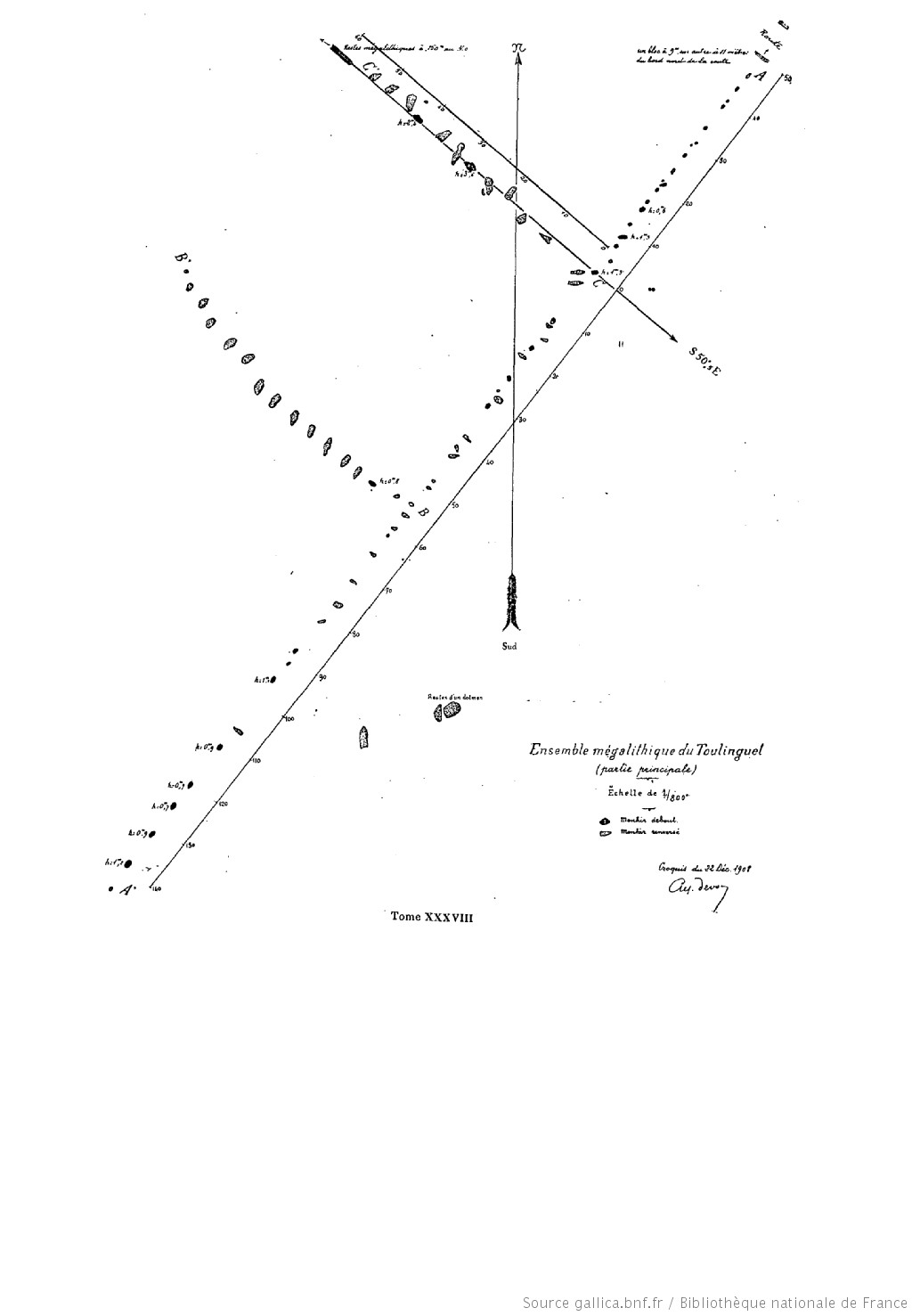
Plan d'Alfred Devoir.

Dans un article daté du 11 décembre 1908, le commandant Alfred Devoir, après avoir donné une description des différents alignements selon leur orientation astronomique désigne l'ensemble comme un monument « bi-solsticial », deux directions des alignements correspondant, selon lui, une au solstice d'hiver, l'autre au solstice d'été et conclut à sa restauration possible en utilisant les engins de levage dont dispose le détachement d'artillerie coloniale  qui s'est installé vers 1900 au nord du site dans de nouveaux baraquements. En 1910, A. Devoir dresse un plan précis du site où les hauteurs des menhirs encore debout sont reportées : 
Il comprend comme parties principales :
Un alignement AA', dirigé N. 35° E. - S. 35° O.
Deux alignements BB' et CC', presque perpendiculaires au premier.
L'alignement AA', encore visible distinctement sur 210 mètres de longueur, possède actuellement 43 menhirs de dimensions médiocres : dix-huit sont debout, aucun d'eux n'atteint 1,50 m de hauteur, les vingt-trois autres ont été renversés sur place, quelques uns récemment. [...] l'important ensemble du Toulinguet dont le développement atteignait encore, au commencement du siècle dernier, 600 mètres suivant la direction de l'alignement AA' : des menhirs renversés se voient près du village de Kerbonn, d'autres plus loin vers le S.-O. ; deux blocs de faible hauteur, plantés sur la falaise, à l'ouest des maisons de Penhir semblent indiquer que l'alignement AA' pouvait se prolonger jusque là ; il aurait eu dans ce cas une longueur de plus de 1.000 mètres. Des blocs existaient jadis entre BB' et CC', d'autres sont encore debout sur la croupe qui domine l'ensemble vers l'ouest et d'où ses éléments ont été vraisemblablement extraits; ils se rattachent sans doute à cet ensemble, ainsi que les ruines d'un dolmen dont je parlerai au chapitre suivant.
En 1927-1928, le site est restauré sous la conduite de Bénard Le Pontois et de l'architecte des monuments historiques Gaston Chabal. Lors de l'inauguration après restauration, le poète Saint-Pol-Roux, qui réside au manoir de Cœcilian voisin du site, prononce un discours. En 1956, le romancier Georges-Gustave Toudouze publie sur les alignements un article, assez lyrique, mélange de souvenirs de jeunesse, de détails sur les destructions survenues malgré le classement du siteet d'affirmations personnelles. Selon lui, le site aurait ainsi un caractère astronomique en lien avec la constellation des Pléiades.

## Description des alignements

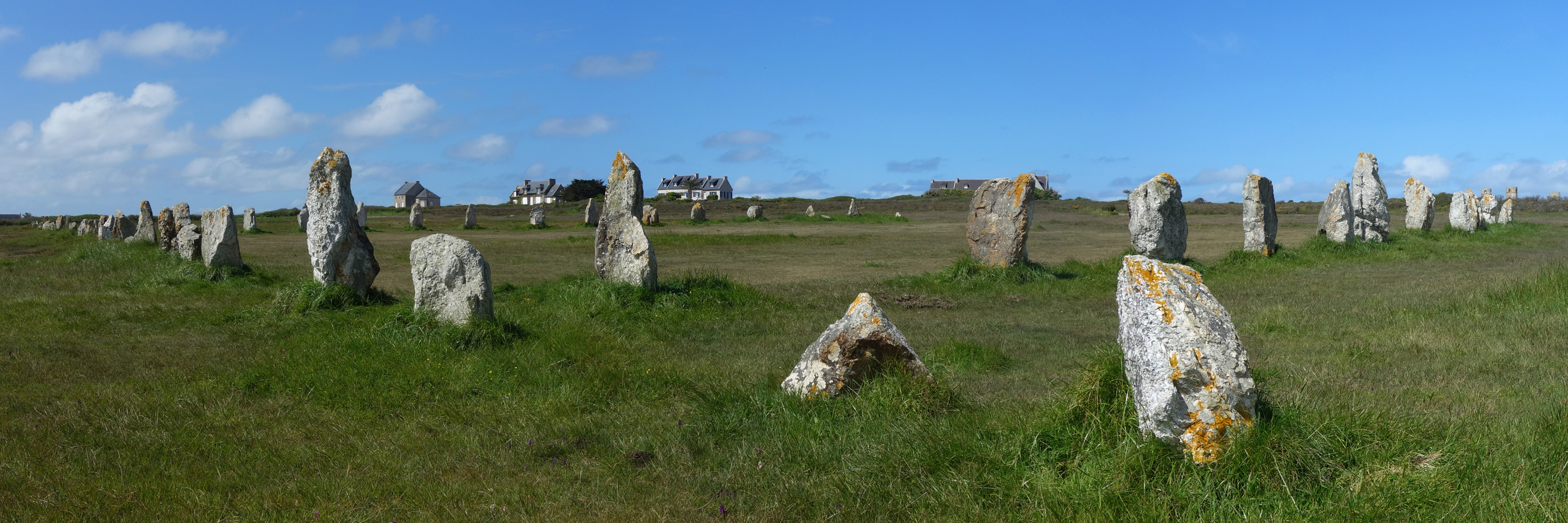
Alignements de Lagatjar (avril 2024).

L'ensemble dessine une lettre « Π » renversée, identique au plan dressé par Devoir en 1910, mais on ignore le nombre de pierres manquantes. L'état du site correspond à celui de sa restauration en 1928. Le site est composé de trois alignements s'étirant sur plus de 200 m de long. L'alignement principal est orienté nord-est/sud-ouest. À 30 m de son extrémité nord-est, un second alignement perpendiculaire au premier, s'étire sur environ 40 m de long, incluant le plus grand menhir du site. À 40 m au sud-ouest, un troisième alignement, parallèle au deuxième, s'étire sur environ 50 m. Au sud-est de cet ensemble, il existe trois autres menhirs, dont seuls deux sont alignés, totalement isolés des alignements précédents. 

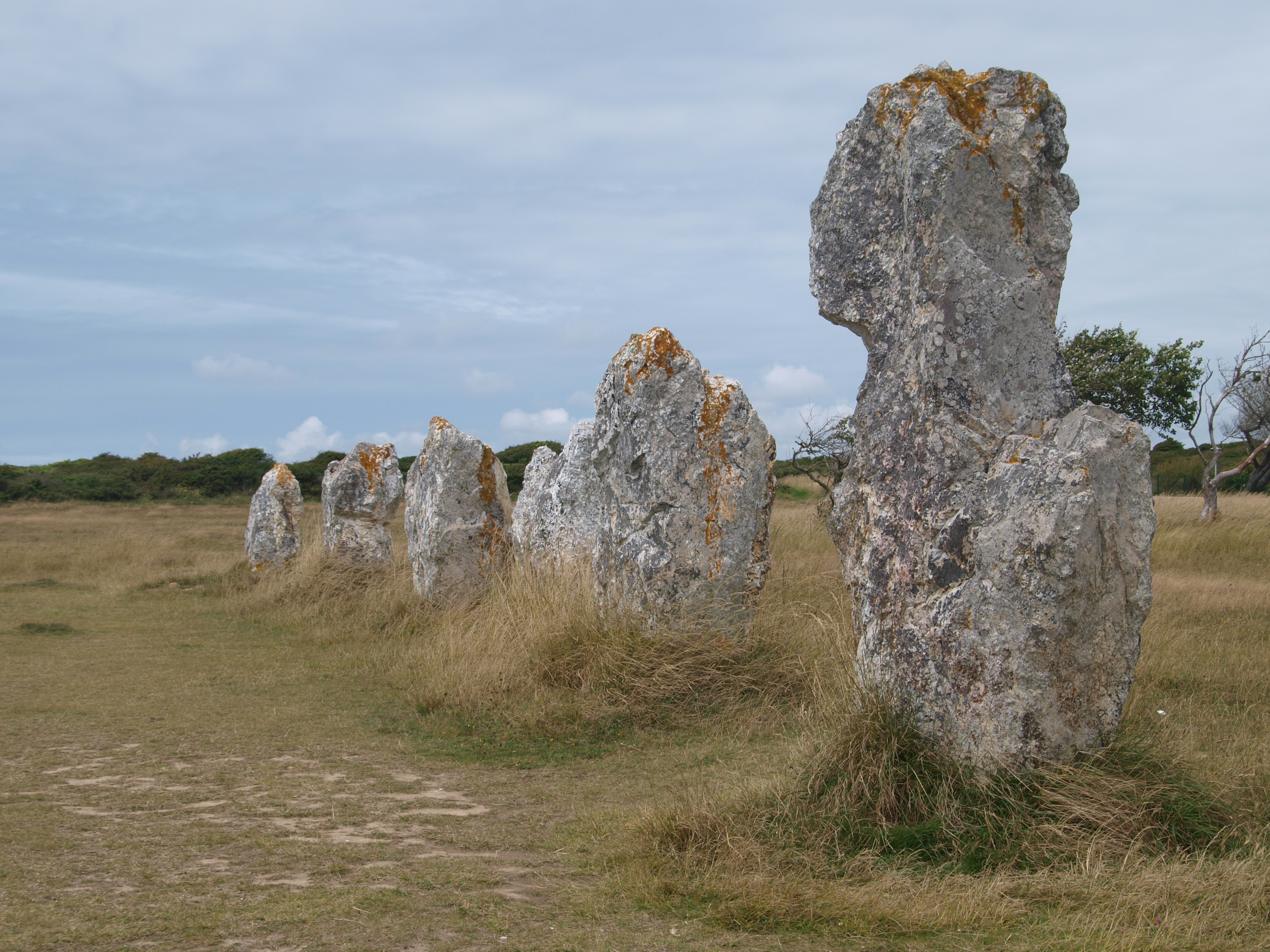

### Nombre de menhirs
C'est à Toudouze que l'on doit un descriptif du site à « l'apparence prodigieusement impressionnante des 600 menhirs dont s'émerveillèrent Ogée et Cambry à la fin du XVIIIe siècle »,. Dès le début du XIXe siècle, le nombre de menhirs recensés est beaucoup plus faible, très éloigné des 600 menhirs, avec de grandes disparités selon les auteurs : Thévenard en recense 84 en 1801, de Fréminville en mentionne 67 en 1835, Devoir 87 en 1908, Le Pontois 93 en 1929, Giot en recense 140 en 1961 et 65 en 1979. Ces différences selon les auteurs ne peuvent s'expliquer que par la comptabilisation ou non des plus petits blocs (restes de débitage et pierres de calage déterrées) ou par des estimations théoriques. Lors du relèvement de 1928, 87 menhirs et 11 pierres de calage furent recensées. 

### Étendue du site
Si la longueur actuelle de l'alignement principal (plus de 200 m) est conforme à celle donnée par Devoir en 1910 (210 m), pour autant celui-ci estimait que la longueur mentionnée par Thévenard en 1801 (1200 pieds soit environ plus de 600 m) était vraisemblable car il existait à l'époque des blocs visibles jusqu'au hameau de Kerbonn (distant d'un peu moins de 500 m au sud) et d'autres plus loin vers le sud-ouest, soit au total une longueur de plus de 1 000 m. Selon Le Pontois, « le plus grand des alignements paraît être un monument destiné à relier l'ensemble de Lagatjar à celui dont on voit les restes du côté des Tas de Pois ». Au nord, selon Toudouze, les alignements débutaient aux abords du quartier du Styvel et des deux dolmens situés près du moulin de Lannic. Entre les dolmens de Lannic et Kerbonn, la longueur totale du grand alignement aurait ainsi pu atteindre 1,5 km. De son côté, l'archéologue Michel le Goffic a émis l'hypothèse que les « 600 menhirs » précédemment mentionnés résultaient d'une confusion avec la longueur totale des alignements. 

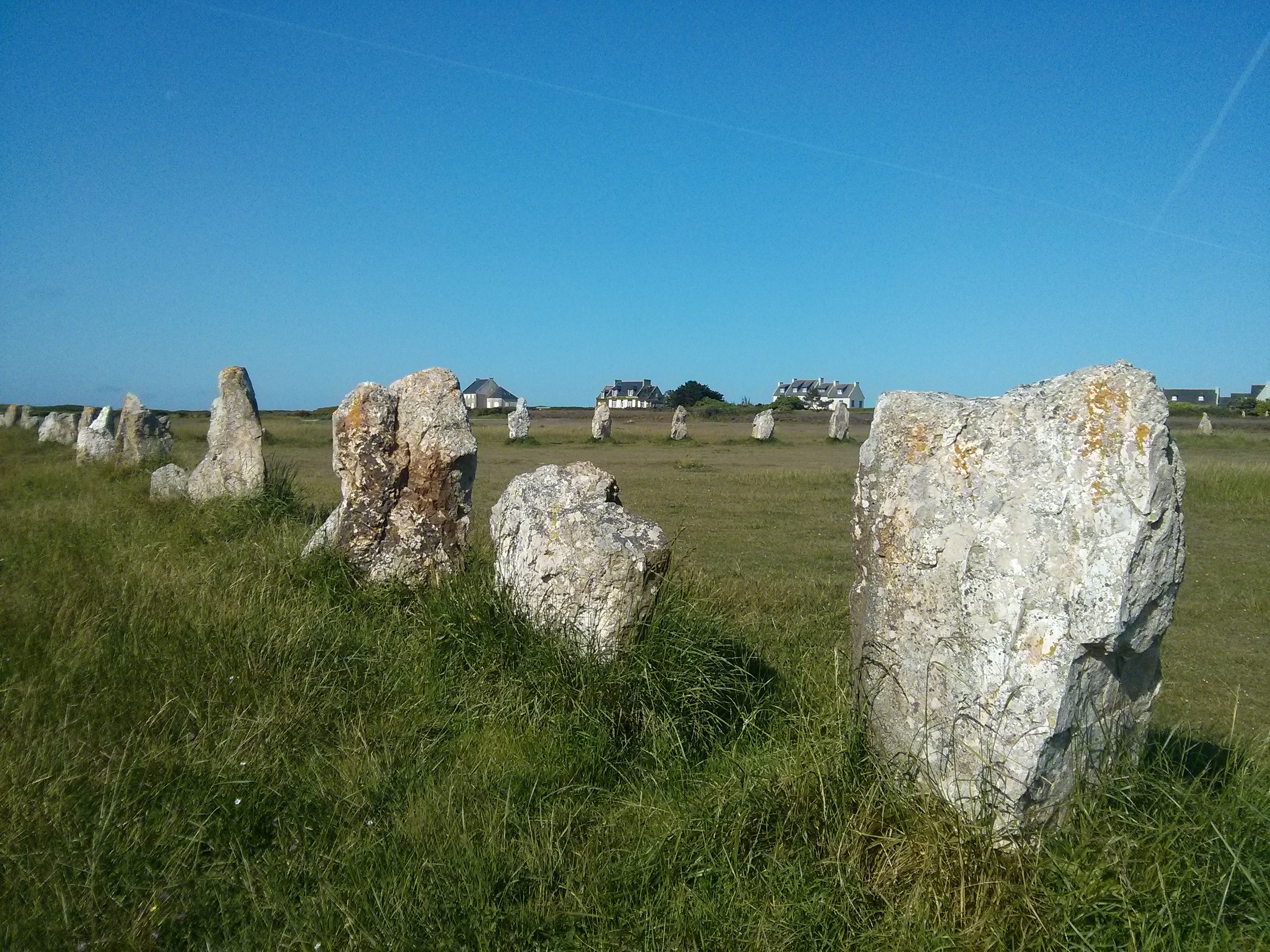

### Nature des pierres
Tous les blocs sont en grès quarzitique d'origine locale. Le sous-sol local étant constitué de cette même roche depuis la pointe du Grand Gouin jusqu'à la pointe de Penhir, l'extraction des pierres n'a pas dû présenter trop de difficultés et le transport s'est limité à parcourir une centaine de mètres tout au plus. Selon Le Pontois, les pierres de calage étaient « en grès rouge ferrugineux très différentes des pierres de quartzite blanche employées pour les menhirs eux-mêmes » à une exception près où il s'agissait de quartz et où la base du menhir présentait des traces de rubéfaction. Les blocs sont pour la plupart de taille modeste, mais du Châtellier mentionne que « l'un d'eux a 4 mètres de haut ». Lors du relèvement de 1928, il a été noté que certains avaient entre 3 m et 4 m de long avant redressement.

### Datation
Le seul matériel archéologique connu associé au site est une hache en bronze qui aurait été recueillie à la base d'un menhir renversé et brisé en deux parties et un polissoir en grès découvert lors des travaux de 1928. Si quelques charbons de bois ont bien été découverts lors de cette restauration, les connaissances techniques de l'époque ne permettaient pas leur datation. Un amas coquillier découvert en 1916 sur le sommet de la dune de Lagatjar contenait quelques tessons qualifiés de « céramique néolithique ». « Le monument date vraisemblablement du Néolithique final ».

## Autres monuments voisins

### Dolmens de Lagatjar
Trois dolmens déjà très ruinés sont mentionnés par différents auteurs anciens (Fréminville, Le Men, du Châtellier) au nord-est des alignements. Les descriptions données sont toujours très succinctes. Deux d'entre eux étaient situés près du moulin Lannic et furent détruits au début du XXe siècle ; le troisième relève d'une confusion, car il s'agissait de deux menhirs arc-boutés qui furent relevés séparément lors de la restauration de 1928. 

### Roche de l'Autel
Toudouze est le seul auteur à mentionner un rocher naturel retaillé de main d'homme, qui aurait été appelé localement la Roche de l’Autel ou Pierre du Sacrifice. Selon J. Téphany, le rocher était situé en face du village de Kerbonn et s'appelait « Tribune des Harangues ». Selon Toudouze, qui produit deux clichés photographiques de cette roche, elle fut détruite par le génie militaire lors de la construction de la batterie de Kerbonn. Le rocher comportait quelques marches conduisant à son sommet vaguement aplani d'où on dominait toute l'anse de Pen Hat.  Rien n'indique que ce rocher retaillé ait eu un lien avec les alignements et les noms adoptés pour le décrire sont caractéristiques de la celtomanie.